# Chaska (Minnesota)
Chaska es una ciudad ubicada en el condado de Carver en el estado estadounidense de Minnesota. En el Censo de 2010 tenía una población de 23770 habitantes y una densidad poblacional de 516,47 personas por km².

## Geografía
Chaska se encuentra ubicada en las coordenadas 44°48′49″N 93°36′34″O / 44.81361, -93.60944. Según la Oficina del Censo de los Estados Unidos, Chaska tiene una superficie total de 46.02 km², de la cual 43.95 km² corresponden a tierra firme y (4.5%) 2.07 km² es agua.

## Demografía
Según el censo de 2010, había 23770 personas residiendo en Chaska. La densidad de población era de 516,47 hab./km². De los 23770 habitantes, Chaska estaba compuesto por el 88.06% blancos, el 2.48% eran afroamericanos, el 0.41% eran amerindios, el 3.66% eran asiáticos, el 0.03% eran isleños del Pacífico, el 3.4% eran de otras razas y el 1.96% pertenecían a dos o más razas. Del total de la población el 8.54% eran hispanos o latinos de cualquier raza.